# Mesochernes elegans
Mesochernes elegans är en spindeldjursart som först beskrevs av Luigi Balzan 1892.  Mesochernes elegans ingår i släktet Mesochernes och familjen blindklokrypare. Inga underarter finns listade i Catalogue of Life.